# El Astillero (localidad)
El Astillero es una localidad del municipio homónimo (Cantabria, España).

## Geografía
El Astillero está situado en el municipio homónimo y dentro de la comarca de Santander, de tendencia industrial y urbana, que está además compuesta por los municipios de Santander, Camargo, Piélagos, Santa Cruz de Bezana, Miengo , Villaescusa y Penagos.

## Demografía
La población empadronada en la localidad en 2011 era de 11 851 habitantes (INE), lo que supone el 67,04% del conjunto de habitantes de El Astillero (17 675 hab.).
| 2000  | 2001   | 2002   | 2003   | 2004   | 2005   | 2006   | 2007   | 2008   | 2009   | 2010   | 2011   |
| ----- | ------ | ------ | ------ | ------ | ------ | ------ | ------ | ------ | ------ | ------ | ------ |
| 9 741 | 10 020 | 10 358 | 10 694 | 11 275 | 11 398 | 11 647 | 11 628 | 11 768 | 11 779 | 11 823 | 11 851 |

Fuente: INE

## Educación
En la localidad se encuentran los siguientes centros de educación:
- Educación Infantil Astillero "Las Marismas"
- CEIP Fernando de los Ríos
- CEIP José Ramón Sánchez
- CC Puente III
- IES El Astillero
- Centro de Educación de Personas Adultas de El Astillero

## Patrimonio

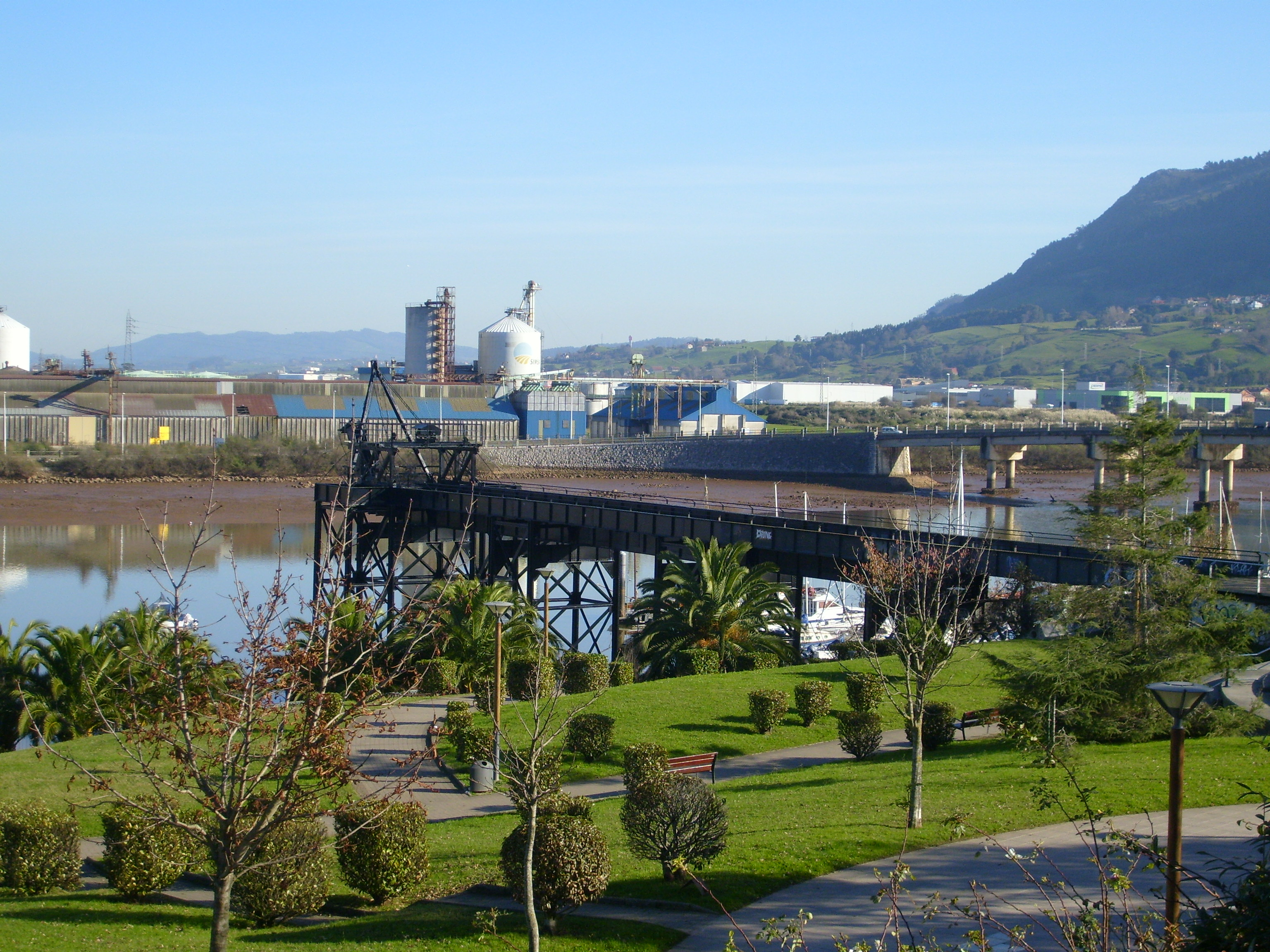
Antiguo cargadero de mineral de hierro de Orconera

- Iglesia de San José: Construida a mediados del siglo XX, es de inspiración románica, techo de estilo mudéjar y torre de doble campanario. En su interior destaca un retablo, de estilo churrigueresco, procedente de la antigua edificación y datado en el siglo XVIII.[4]
- Casa consistorial: Edificio inaugurado en 1881, su arquitectura se inspira en el tipo francés. En el frente y sobre los arcos de entrada, se añadieron unos relieves que representan el pasado del municipio, como la industria minera y a la construcción naval.[5]
- Cargadero de Orconera: Antiguo cargadero de mineral de hierro construido a finales del siglo XIX y que, actualmente, está incoado para ser declarado Bien de Interés Local.[6]

## Cultura

### Fiestas
A lo largo del año, la localidad de El Astillero se celebran las siguientes fiestas:
- La cabalgata de los Reyes Magos, que recorre las calles de Astillero
- En marzo/abril se celebra el Carnaval de Astillero, donde se festeja el carnaval infantil, el velatorio y el entierro de la sardina. Se celebra también un concurso de murgas y disfraces.
- Las Fiestas de San José, fiestas de tradición del municipio en honor a su patrón. A lo largo del mes de marzo se realizan numerosas actividades que comienzan con un pregón de las fiestas y finalizan con una cabalgata de carrozas que atrae a miles de personas.
- La Fiesta del deporte, organizada por el ayuntamiento durante los meses de marzo y abril, con el objetivo de galardonar a los deportistas del municipio que han destacado a lo largo del año, tanto en pruebas y competiciones locales como regionales, nacionales e internacionales.
- Festivales de verano de la Planchada, se celebra durante todo el mes de agosto, hay multitud de actividades. Una de las más destacadas en los últimos años es el concurso de Saltos de Hípica que se celebra en los terrenos del Parque de la Cantábrica, además de los juegos infantiles, futbito, concurso de pesca y actuaciones de grupos musicales por las noches; todos ellos en La Planchada
- Jornadas de folclore de España en Astillero, durante la última semana del mes de agosto, el festival de verano culmina con la celebración de las Jornadas de Folclore con grupos de las distintas regiones y autonomías españolas.
- Fiestas de San Tiburcio, es una de las actividades de reciente incorporación al calendario festivo. Ha recuperado juegos tradicionales e iniciativas que fomentan la participación popular. Se celebra a finales de agosto y principios de septiembre en la Plaza del Mercado.

## Personajes ilustres
- Fernando García Lorenzo (1912): fue un futbolista que disputó cinco temporadas con el Real Racing Club de Santander y una con el FC Barcelona, además de jugar en México y en Argentina. Disputó un partido con la selección española.[8]
- Manuel Preciado Rebolledo (1957-2012): fue futbolista y entrenador del Racing de Santander y del Real Sporting de Gijón (entre otros) en Primera División.[9]
- Federico Ysart (1941): es un periodista y licenciado en Ciencias Políticas, que fue diputado por la CDS en el Congreso de los Diputados durante la III Legislatura.[10][11]